# Achelia kamtschatica
Achelia kamtschatica är en havsspindelart som beskrevs av Losina-Losinsky, L.K. 1961. Achelia kamtschatica ingår i släktet Achelia och familjen Ammotheidae. Inga underarter finns listade i Catalogue of Life.